# Companhia de Pesquisa de Recursos Minerais
A Companhia de Pesquisa de Recursos Minerais (CPRM), com nome de fantasia Serviço Geológico do Brasil (SGB), é uma empresa governamental brasileira dedicada à Geologia. É vinculada ao Ministério de Minas e Energia e tem como missão básica "Gerar e disseminar conhecimento geocientífico com excelência, contribuindo para melhoria da qualidade de vida e desenvolvimento sustentável do Brasil".

## Histórico
A Companhia de Pesquisa de Recursos Minerais foi instituída através do decreto-lei nº 764, de 15 de agosto de 1969, como empresa de economia mista vinculada ao Ministério de Minas e Energia com a missão estratégica de organizar e sistematizar o conhecimento geológico do Brasil. A empresa executava os programas do Departamento Nacional de Produção Mineral - DNPM, do Departamento Nacional de Águas e Energia Elétrica - DNAEE e ainda vendia no mercado serviços de sondagens para água e pesquisa mineral.
Circunstâncias conjunturais difíceis, especialmente a partir da segunda metade dos anos 80, levaram a mudanças institucionais profundas na vida da CPRM, culminando, em 1994, com a Lei 8.970, que alterou o regime jurídico vigente para empresa pública. Do ponto de vista de atuação, essa data encerra o ciclo da empresa prestadora de serviços e inicia a era do Serviço Geológico propriamente dito. O foco institucional volta-se, drasticamente, para a geologia e a hidrologia básicas, com o desenvolvimento concomitante das áreas de aplicações, como geologia ambiental, hidrogeologia e riscos geológicos. Sai a atuação empresarial e fortalece-se a atuação em parcerias institucionais com outros órgãos da administração federal, estados e municípios.

## Atribuições
- Subsidiar a formulação da política mineral e geológica, participar do planejamento, da coordenação e executar os serviços de geologia e hidrologia de responsabilidade da União em todo o território nacional;
- Estimular o descobrimento e o aproveitamento dos recursos minerais e hídricos do País;
- Orientar, incentivar e cooperar com entidades públicas ou privadas na realização de pesquisas e estudos destinados ao aproveitamento dos recursos minerais e hídricos do País;
- Elaborar sistemas de informações, cartas e mapas que traduzam o conhecimento geológico e hidrológico nacional, tornando-o acessível aos interessados;
- Colaborar em projetos de preservação do meio ambiente, em ação complementar à dos órgãos competentes da administração;
- Realizar pesquisas e estudos relacionados com os fenômenos naturais ligados à terra, tais como terremotos, deslizamentos, enchentes, secas, desertificação e outros, bem como os relacionados à Paleontologia e à Geologia Marinha;
- Ampliar o conhecimento geofísico de todo o território nacional através de aquisições aéreas (executadas desde 1953,[2] ), em parceria com demais instituições públicas, e realizar levantamentos terrestres, os quais tem por objetivos atender às diretrizes dos projetos desenvolvidos institucionalmente. Com isso o papel da geofísica é sugerir, integrar e melhorar informações geológicas, seja para o mapeamento e análise de áreas de risco, como na avaliação de recursos minerais.

## Estrutura

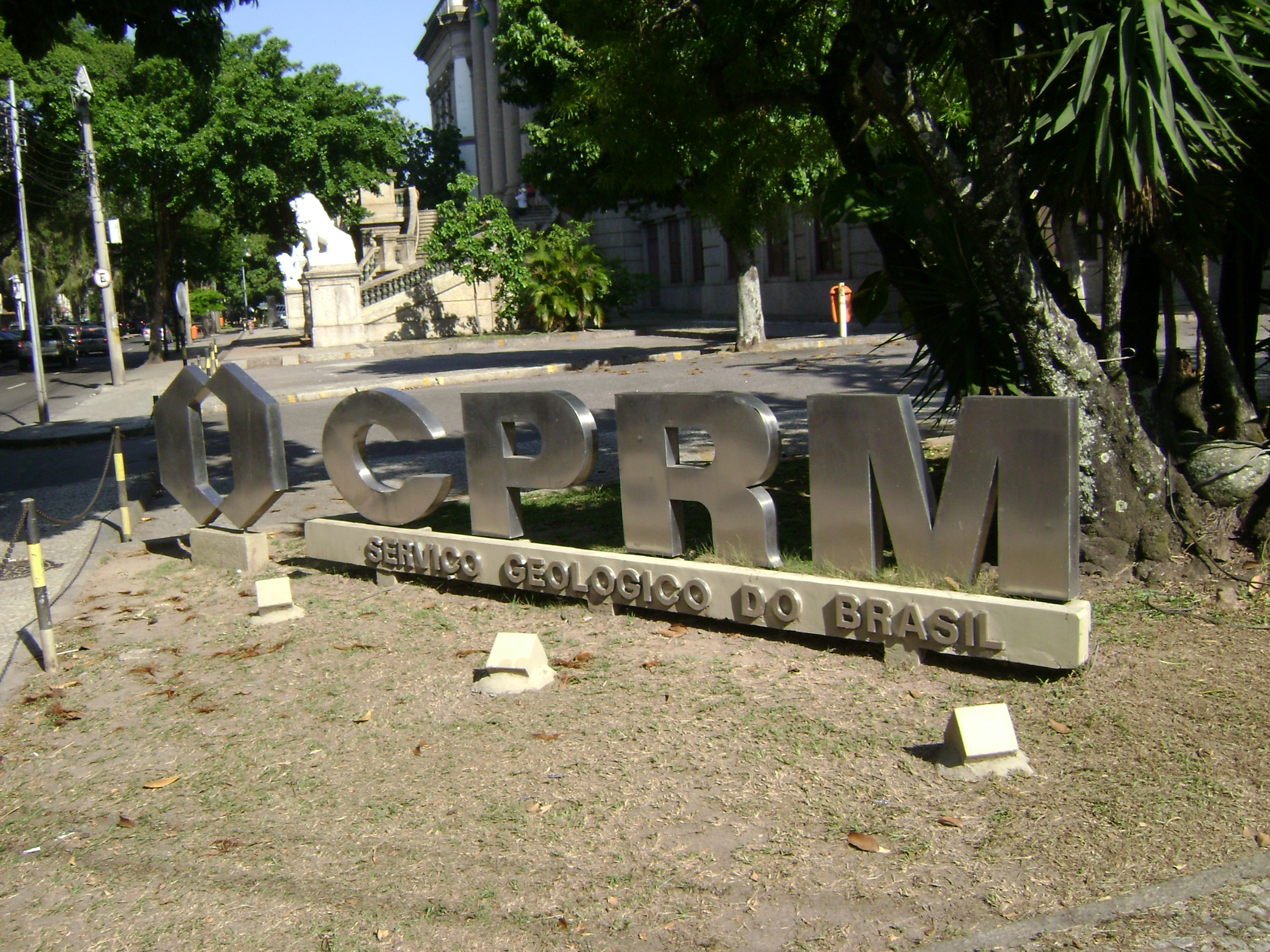
Entrada da CPRM na cidade do Rio de Janeiro

Por se tratar de uma empresa pública federal, a CPRM conta com infraestrutura operacional instalada em todo o país, conforme listadas abaixo:
- Sede: Brasília (DF)
- Escritório Central da Administração: Rio de Janeiro (RJ),
- Superintendências Regionais: Belém (PA), Belo Horizonte (MG), Goiânia (GO), Manaus (AM), Porto Alegre (RS), Recife (PE), Salvador (BA), São Paulo (SP).
- Residências:  Fortaleza (CE), Porto Velho (RO), Teresina (PI).
- Núcleos de Apoio: Boa Vista (RR), Criciúma (SC), Cuiabá (MT), Curitiba (PR), Natal (RN), São Luís (MA).
- Centros de Treinamento: Apiaí (SP), Morro do Chapéu (BA).
- Litotecas: Caçapava do Sul (RS), Feira de Santana (BA), Mossoró (RN).
- Subsidiárias: Centro de Controle da Poluição na Mineração (Cecopomin).